# Лейкангер
Лѐйкангер (на норвежки: Leikanger) е град и община в северозападната част на южна Норвегия. Разположен е на брега на фиорда Согнафьоден във фюлке Согн ог Фьоране. Намира се на около 300 km на северозапад от столицата Осло. Придобива статут на община на 1 януари 1838 г. Църквата в Лейкангер е построена през 1866 г. Население от 2184 жители според данни от преброяването към 1 юли 2008 г.

## Побратимени градове
- Рибе, Дания